# تپه کوده ۳
تپه کوده ۳ مربوط به دوران پیش از تاریخ ایران باستان - است و در شهرستان رشتخوار، بخش جنگل، روستای کوده واقع شده و این اثر در تاریخ ۲۴ اسفند ۱۳۸۳ با شمارهٔ ثبت ۱۱۶۷۰ به‌عنوان یکی از آثار ملی ایران به ثبت رسیده است.
محل این تپه باستانی که از دیر باز محل مناسبی برای کشاورزی بوده‌است. هم‌اکنون هم داری زمین‌های کشاورزی گسترده و باغات پسته می‌باشد. در زمان حفاری‌های چاه‌های این منطقه بسیاری از افراد با باقی مانده اسکلت‌ها و گورهای باستانی برخوردند و حتی بعضی افراد در این محل کوزه‌هایی همراه با خشت‌های گلی پیدا کرده‌اند. پیدا شدن ظروف کوچک لعابی نیز توسط مردم در این منطقه تأیید شده‌است. البته بررسی‌های میدانی نشان می‌دهد که قدمت این تپه‌ها به قبل از تاریخ و پیدایش خط برمی گردد که به احتمال قریب به یقیین در اثر خشک سالی یا زلزله و هجوم بیگانگان به این منطقه این تمدن باستانی به زیر خاک رفته‌اند. البته جای کار برای این منطقه بسیار است.